# Camille de Werra
Camille de Werra (* 4. September 1814 in Saint-Maurice; † 5. Oktober 1875 ebenda) war ein Schweizer Politiker. Von 1857 bis 1860 gehörte er dem Nationalrat an, 1868 dem Ständerat.

## Biografie

Sitzung der Tagsatzung in 1847: Camille v. Werra lesend am Tisch im Vordergrund links (Nr. 24)

Er entstammte der bedeutenden Adelsfamilie Werra, die sich bis ins 13. Jahrhundert zurückverfolgen lässt, und war der Sohn eines Hauptmanns. Nach juristischen Studien war de Werra als Rechtsanwalt tätig, ausserdem verwaltete er umfangreichen Grundbesitz. 1835/36 diente er als Offizier der päpstlichen Schweizergarde. Von 1844 bis 1847 sowie von 1857 bis 1861 amtierte er als Gerichtspräsident des Bezirks Saint-Maurice, von 1845 bis 1847 als Grosskastlan desselben Gebiets. 1846/47 vertrat er den Kanton Wallis als Gesandter an die Tagsatzung.
De Werra vertrat katholisch-konservative Ansichten und wurde 1857 in den Walliser Grossen Rat gewählt, dem er bis zu seinem Tod angehörte (von 1868 bis 1870 als Grossratspräsident). Er kandidierte bei den Nationalratswahlen 1857 und wurde im Wahlkreis Unterwallis gewählt, verlor seinen Nationalratssitz jedoch drei Jahre später. 1861 präsidierte er den Burgerrat, von 1861 bis 1864 war er Gemeindepräsident von Saint-Maurice. Der Grosse Rat wählte de Werra für das Jahr 1868 zum Ständerat. Schliesslich amtierte er ab 1873 als Präfekt des Bezirks Saint-Maurice.
Sein Neffe Charles de Werra war ebenfalls Nationalrat.